# Hahncappsia
Hahncappsia é um gênero de mariposa pertencente à família Crambidae.